# Khuda
Khuda of Khoda (Perzisch: خدا, Koerdisch: Xweda, Xuda) is het Perzische woord voor Here of God. Voorheen werd dit woord gebruikt om te verwijzen naar Ahura Mazda, de belangrijkste godheid van het zoroastrisme en vandaag de dag wordt het naast Allah wel voor de God van de islam gebruikt door Iranezen, Koerden en Afghanen. Verder is het een leenwoord in het Bengali, Urdu, Sindhi, Hindi en enkele zuidoost-aziatische talen.
Sommige Perzen geloven dat het "Khoda" de correcte naam van God is. Een ander woord voor God in de Perzische taal is "Ya Hou", dat wordt uitgesproken als het oorspronkelijke Hebreeuwse woord voor God, Yahweh. 
Het woord is samengesteld uit het eerste deel "Khod-", wat vertaald kan worden naar "zelf weg", en het achtervoegsel "-a" wat "de middelen om te komen" betekent. Het woord "Khoda" kan vrij vertaald worden als "ons aan het zelf" of "komen om zelf". Met andere woorden, door gebruik te maken van het "ego" of "ik" vindt men de kracht die alles kan regelen. Dit betekent dat als je jezelf vindt, God of "Khoda" zal helpen. 
De begroeting "Khuda Hafiz" (Moge God je beschermen) is vooral in het Perzisch en Koerdisch gebruikelijk en wordt ook door moslims in Zuid-Azië gebruikt.